# Eerste klasse 1958-59 (voetbal België)
Het seizoen 1958/59 van de Belgische Eerste Klasse ging van start in de zomer van 1958 en eindigde in de lente van 1959. De competitie telde 16 clubs. RSC Anderlechtois werd landskampioen. Het was de achtste landstitel voor de club.

## Gepromoveerde teams
Deze teams waren gepromoveerd uit de Tweede Klasse voor de start van het seizoen:
- Beeringen FC (kampioen in Tweede)
- RRC Tournaisien (tweede in Tweede)

## Degraderende teams
Deze teams degradeerden naar Tweede Klasse op het eind van het seizoen:
- RRC Tournaisien
- Tilleur FC

## Titelstrijd
RSC Anderlechtois werd kampioen met één puntje voorsprong op RFC Liégeois en twee punten op de andere Luikse club, uittredend kampioen Standard Club Liégeois.

## Europese strijd
Anderlecht was als landskampioen geplaatst voor de Europacup voor Landskampioenen van het volgend seizoen. De Beker van België werd in die periode niet gespeeld, zodat er nog geen Belgische club zich plaatste voor de Europese Beker voor Bekerwinnaars van volgend seizoen. Union Saint-Gilloise zou volgend seizoen wel deelnemen aan de Beker der Jaarbeurssteden.

## Degradatiestrijd
Tilleur FC en nieuwkomer RRC Tournaisien eindigden afgetekend onderaan en degradeerden.

## Eindstand
|   |    |                             | P  | W  | G  | V  | +  | -  | DS  | Ptn |
| - | -- | --------------------------- | -- | -- | -- | -- | -- | -- | --- | --- |
| K | 1  | RSC Anderlechtois           | 30 | 19 | 6  | 5  | 72 | 23 | 49  | 44  |
|   | 2  | RFC Liégeois                | 30 | 19 | 5  | 6  | 55 | 28 | 27  | 43  |
|   | 3  | R. Standard Club Liégeois   | 30 | 16 | 10 | 4  | 64 | 31 | 33  | 42  |
|   | 4  | R. Beerschot AC             | 30 | 14 | 9  | 7  | 57 | 39 | 18  | 37  |
|   | 5  | ARA La Gantoise             | 30 | 14 | 5  | 11 | 65 | 38 | 27  | 33  |
|   | 6  | R. Antwerp FC               | 30 | 14 | 5  | 11 | 60 | 43 | 17  | 33  |
|   | 7  | K. Waterschei SV Thor       | 30 | 12 | 8  | 10 | 47 | 43 | 4   | 32  |
|   | 8  | K. Lierse SK                | 30 | 12 | 7  | 11 | 58 | 53 | 5   | 31  |
|   | 9  | Union Royale Saint-Gilloise | 30 | 13 | 4  | 13 | 64 | 64 | 0   | 30  |
|   | 10 | R. Berchem Sport            | 30 | 9  | 10 | 11 | 47 | 61 | -14 | 28  |
|   | 11 | R. OC de Charleroi          | 30 | 10 | 6  | 14 | 50 | 68 | -18 | 26  |
|   | 12 | K. Beeringen FC             | 30 | 10 | 5  | 15 | 46 | 66 | -20 | 25  |
|   | 13 | RCS Verviétois              | 30 | 8  | 7  | 15 | 30 | 49 | -19 | 23  |
|   | 14 | K. Sint-Truidense VV        | 30 | 8  | 6  | 16 | 50 | 77 | -27 | 22  |
| D | 15 | RRC Tournaisien             | 30 | 5  | 7  | 18 | 37 | 83 | -46 | 17  |
| D | 16 | R. Tilleur FC               | 30 | 6  | 2  | 22 | 36 | 72 | -36 | 14  |

P: wedstrijden gespeeld, W: wedstrijden gewonnen, G: gelijke spelen, V: wedstrijden verloren, +: gescoorde doelpunten, -: doelpunten tegen, DS: doelsaldo, Ptn: totaal punten
K: kampioen, D: degradeert

## Topschutter
Victor Wegria van FC Liégeois werd topschutter met 26 doelpunten
1895/96 · 1896/97 · 1897/98 · 1898/99 · 1899/00 · 1900/01 · 1901/02 · 1902/03 · 1903/04 · 1904/05 · 1905/06 · 1906/07 · 1907/08 · 1908/09 · 1909/10 · 1910/11 · 1911/12 · 1912/13 · 1913/14 · 1914/15 · 1915/16 · 1916/17 · 1917/18 · 1918/19 · 
1919/20 · 1920/21 · 1921/22 · 1922/23 · 1923/24 · 1924/25 · 1925/26 · 1926/27 · 1927/28 · 1928/29 · 1929/30 · 1930/31 · 1931/32 · 1932/33 · 1933/34 · 1934/35 · 1935/36 · 1936/37 · 1937/38 · 1938/39 · 1939/40 · 1940/41 · 1941/42 · 1942/43 · 1943/44 · 1944/45 · 1945/46 · 1946/47 · 1947/48 · 1948/49 · 1949/50 · 1950/51 · 1951/52 · 1952/53 · 1953/54 · 1954/55 · 1955/56 · 1956/57 · 1957/58 · 1958/59 · 1959/60 · 1960/61 · 1961/62 · 1962/63 · 1963/64 · 1964/65 · 1965/66 · 1966/67 · 1967/68 · 1968/69 · 1969/70 · 1970/71 · 1971/72 · 1972/73 · 1973/74 · 1974/75 · 1975/76 · 1976/77 · 1977/78 · 1978/79 · 1979/80 · 1980/81 · 1981/82 · 1982/83 · 1983/84 · 1984/85 · 1985/86 · 1986/87 · 1987/88 · 1988/89 · 1989/90 · 1990/91 · 1991/92 · 1992/93 · 1993/94 · 1994/95 · 1995/96 · 1996/97 · 1997/98 · 1998/99 · 1999/00 · 2000/01 · 2001/02 · 2002/03 · 2003/04 · 2004/05 · 2005/06 · 2006/07 · 2007/08 · 2008/09 · 2009/10 · 2010/11 · 2011/12 · 2012/13 · 2013/14 · 2014/15 · 2015/16 · 2016/17 · 2017/18 · 2018/19 · 2019/20 · 2020/21· 2021/22 · 2022/23 · 2023/24 · 2024/25